# Чалмерс, Джеймс Рональд
Джеймс Рональд Чалмерс (англ. James Ronald Chalmers; 11 января 1831 — 9 апреля 1898) — американский юрист, политик и военный, член сената Миссисипи и США, бригадный генерал армии Конфедерации в годы гражданской войны. Он начал войну в звании капитана, быстро дослужился до генерала и командовал кавалерийской дивизией в корпусе Натана Форреста.

## Ранние годы
Чалмерс родился в вирджинском округе Галифакс в семье сенатора Джозефа Чалмерса (1806—1853) и Фанни Маккой Гендерсон (1813—1845). Он был ещё ребенком, когда его семья переехала в Миссисипи и в 1839 году обосновалась в Холи-Спрингс. Его отец с 1845 по 1847 год служил сенатором США. В 1851 году Джеймс окончил колледж в южнокаролинской Колумбии. Он вернулся из колледжа в Холи-Спрингс, изучал право и открыл юридическую фирму. В 1853 году он получил лицензию адвоката. В 1858 оду он был избран окружным прокурором. В 1861 году его избрали делегатом на совет по сецессии, который принял постановление о сецессии Миссисипи. Будучи сторонником прав штатов, как и его отец, Чалмерс на совете голосовал за сецессию.

## Гражданская война
Когда началась Гражданская война, он вступил в армию Конфедерации в звании капитана и скоро получил звание полковника и возглавил 9-й Миссисипский пехотный полк. Некоторое время он служил в Пенсаколе (Флорида), а 13 февраля 1862 года получил звание бригадного генерала по рекомендации Брэкстона Брэгга. 6 апреля 1862 года он принял командование 2-й бригадой дивизии Уайтерса в составе Миссисипской армии КША. В апреле его бригада имела следующий вид:
- 5-й Миссисипский пехотный полк, полк. Альберт Фант
- 7-й Миссисипский пехотный полк, подполк. Гамильтон Мейсон
- 9-й Миссисипский пехотный полк, подполк. Уильям Ранкин
- 10-й Миссисипский пехотный полк, полк. Роберт Смит
- 52-й Теннессийский пехотный полк, полк. Бенджамин Ли
- Алабамская батарея, кап. Чарльз Гейдж

## После войны
После войны Чалмерс сначала стал сенатором Сената штата Миссисипи, а потом и конгрессменом в Палате представителей США от 6-го избирательного округа Миссисипи (с 1876 года). Он был переизбран в 1880 году, но выборы были успешно оспорены его оппонентом Джоном Линчем, чернокожим республиканцем. Конгресс присудил место Линчу из-за явного мошенничества на выборах со стороны демократов. В 1882 году Чалмерс баллотировался как независимый демократ при поддержке республиканцев и гринбекеров против действующего демократа Вана Мэннинга и объявил о своей победе. На этот раз после разбирательств Конгресс присудил место Чалмерсу. Позже он ушел из политики после поражения на выборах осенью 1884 года.